# Prolepsis funebris
Prolepsis funebris är en tvåvingeart som beskrevs av Lamas 1973. Prolepsis funebris ingår i släktet Prolepsis och familjen rovflugor. Inga underarter finns listade i Catalogue of Life.